# 汝州文庙
汝州文庙位于中华人民共和国河南省汝州市，为纪念祭祀孔子的庙宇，同时也是汝州的州学，又称汝州学宫，2006年被公布为第六批全国重点文物保护单位。

## 历史
汝州文庙所在地原为元朝时期的忠襄王祠堂，于明洪武三年（公元1370年）改建为文庙，初为祭拜孔子和儒家传道布教之场所，后来同时成为汝州的州学，称学宫。清嘉庆十六年（公元1811年）扩建。清末，在汝州文庙成立汝州中学堂，后更名为河南省立临汝初级中学。1948年，豫陕鄂人民军政大学由鲁山县迁此，并扩建为中原军区军政大学，由刘伯承任校长。目前，汝州文庙的北半部（文明坊、大成殿、启圣宫等）为汝州市汝瓷博物馆的馆址。

## 现存建筑
汝州文庙现存大成坊、文明坊、大成殿、启圣宫、名宦祠、乡贤祠等建筑和廊坊50余间，为清朝所建。大成坊面阔三间，单檐硬山顶，覆青瓦，有脊饰，檐下施斗拱。文明坊位于大成殿前，面阔三间，进深二间，悬山顶。大成殿面阔五间，进深二间，为单檐庑殿顶，覆绿色琉璃瓦。殿内设4根金柱，明间脊檩上有清嘉庆十六年重修题字。启圣宫位于大成殿后，面阔三间，进深二间，单檐硬山顶。